# Гарува
Гарува (порт. Garuva)  —  муниципалитет в Бразилии, входит в штат Санта-Катарина. Составная часть мезорегиона Север штата Санта-Катарина. Входит в экономико-статистический  микрорегион Жоинвилли. Население составляет 13 305 человек на 2006 год. Занимает площадь 501,390 км². Плотность населения — 26,5 чел./км².

## История
Город основан 20 декабря 1963 года.

## Статистика
- Валовой внутренний продукт на 2003 составляет 88.611.733,00 реалов (данные: Бразильский институт географии и статистики).
- Валовой внутренний продукт на душу населения на 2003 составляет 7.134,03 реалов (данные: Бразильский институт географии и статистики).
- Индекс развития человеческого потенциала на 2000 составляет 0,787 (данные: Программа развития ООН).

## География
Климат местности: субтропический.